# Morti nel 1743
| Questa pagina contiene informazioni ricavate automaticamente dalle voci biografiche con l'ausilio del template Bio e di un bot. L'aggiornamento è periodico e automatico e ricostruisce completamente la pagina. Se manca una persona in questa lista, sei pregato di non aggiungerla, ma accertati piuttosto che la sua voce biografica contenga il template Bio e che i dati anagrafici siano correttamente compilati. Se il template Bio manca, inseriscilo tu stesso o, in alternativa, metti l'avviso {{tmp\|Bio}} che ne segnala la mancanza. Se i dati riportati sono sbagliati, correggi direttamente la voce biografica; le modifiche saranno visibili in questa lista entro pochi giorni. Per chiarimenti vedi il progetto biografie. La lista contiene solo le 133 persone che sono citate nell'enciclopedia e per le quali è stato implementato correttamente il template Bio. Pagina aggiornata al 26 lug 2025. |

## Gennaio(14)
- 4 gennaio - Anselmo Banduri, numismatico, bizantinista e antiquario italiano (n. 1671)
- 7 gennaio - François Victor Le Tonnelier de Breteuil, politico e nobile francese (n. 1686)
- 7 gennaio - Anna Sofia Reventlow, regina danese (n. 1693)
- 8 gennaio - William Capell, III conte di Essex, nobile e diplomatico inglese (n. 1697)
- 9 gennaio - Pompeo Campana, tipografo italiano (n. 1679)
- 11 gennaio - Giulio Resta, vescovo cattolico italiano (n. 1657)
- 12 gennaio - Camillo Cybo, cardinale italiano (n. 1681)
- 14 gennaio - Johan Jacob Döbelius, medico tedesco (n. 1674)
- 17 gennaio - Guillaume Hyacinthe Bougeant, gesuita e storico francese (n. 1690)
- 22 gennaio - Paul Gabriel Antoine, teologo e gesuita francese (n. 1678)
- 27 gennaio - Pietro Maria Pieri, cardinale italiano (n. 1676)
- 29 gennaio - André-Hercule de Fleury, cardinale, vescovo cattolico e politico francese (n. 1653)
- 29 gennaio - Bruno Tozzi, religioso, botanico e micologo italiano (n. 1656)
- 30 gennaio - Niccolò del Giudice, cardinale italiano (n. 1660)

## Febbraio(15)
- 1º febbraio - Giuseppe Ottavio Pitoni, compositore italiano (n. 1657)
- 1º febbraio - Jacob Friedrich Reimmann, teologo, pedagogo e filosofo tedesco (n. 1688)
- 2 febbraio - Martino Bitti, compositore e violinista italiano (n. 1656)
- 4 febbraio - Ilario Tranquillo, teologo e scrittore italiano (n. 1668)
- 7 febbraio - Lodovico Giustini, compositore, organista e clavicembalista italiano (n. 1685)
- 8 febbraio - Pier Marcellino Corradini, cardinale e arcivescovo cattolico italiano (n. 1658)
- 10 febbraio - Luisa Adelaide di Borbone-Orléans, nobile francese (n. 1698)
- 12 febbraio - Francis Howard, I conte di Effingham, nobile e militare inglese (n. 1683)
- 14 febbraio - Giovanni Francesco Crivelli, matematico e religioso italiano (n. 1691)
- 17 febbraio - Giovanni Fischietti, docente e compositore italiano (n. 1692)
- 18 febbraio - Anna Maria Luisa de' Medici, nobile italiana (n. 1667)
- 18 febbraio - Guglielmo Giacinto di Nassau-Siegen, principe tedesco (n. 1667)
- 20 febbraio - Robert FitzGerald, XIX conte di Kildare, nobile irlandese (n. 1675)
- 22 febbraio - Luis Belluga Moncada, cardinale e vescovo cattolico spagnolo (n. 1662)
- 24 febbraio - Luigi Guglielmo II Moncada, nobile italiano

## Marzo(13)
- 2 marzo - James Hamilton, V duca di Hamilton, nobile scozzese (n. 1703)
- 4 marzo - Prospero Colonna, cardinale italiano (n. 1672)
- 7 marzo - Claude François Bidal d'Asfeld, generale francese (n. 1665)
- 9 marzo - Gabriele Gualdo, teologo italiano (n. 1659)
- 9 marzo - Jean-Baptiste Lully il Giovane, compositore francese (n. 1665)
- 16 marzo - Jean-Baptiste Matho, compositore francese (n. 1663)
- 17 marzo - Dorotea Guglielmina di Sassonia-Zeitz, duchessa (n. 1691)
- 19 marzo - Ignazio Solaro di Moretta, nobile e diplomatico italiano (n. 1662)
- 20 marzo - Jean Beausire, architetto e ingegnere francese (n. 1651)
- 21 marzo - Philipp Karl von Eltz, arcivescovo cattolico tedesco (n. 1665)
- 27 marzo - Teresa Emanuela di Baviera, nobile tedesca (n. 1723)
- 28 marzo - Carlo Federico di Sassonia-Meiningen, nobile tedesco (n. 1712)
- 29 marzo - Teresa Benedetta di Baviera, tedesca (n. 1725)

## Aprile(7)
- 5 aprile - Francesco Antonio Finy, cardinale e arcivescovo cattolico italiano (n. 1669)
- 5 aprile - Pierre Denis Martin, pittore e disegnatore francese (n. 1673)
- 12 aprile - Augustine Washington, militare britannico (n. 1694)
- 16 aprile - Cornelis van Bynkershoek, giurista olandese (n. 1673)
- 20 aprile - Tommaso Falcoia, vescovo cattolico italiano (n. 1663)
- 29 aprile - Charles-Irénée Castel de Saint-Pierre, scrittore e filosofo francese (n. 1658)
- 29 aprile - Michel-Charles Le Cène, editore e tipografo francese

## Maggio(10)
- 1º maggio - Maria Maddalena d'Asburgo, nobildonna (n. 1689)
- 2 maggio - Christian August Hausen, matematico, fisico e astronomo tedesco (n. 1693)
- 2 maggio - Gastone di Lorena, nobile francese (n. 1721)
- 3 maggio - Giovanni Carafa della Spina, militare italiano (n. 1671)
- 4 maggio - Ursula Caterina di Altenbockum, nobildonna polacca (n. 1680)
- 5 maggio - Dorothea Maria Graff, pittrice, disegnatrice e illustratrice tedesca (n. 1678)
- 10 maggio - Melusine von der Schulenburg, nobile tedesca (n. 1667)
- 24 maggio - Giovanni Battista Mazzini, medico e matematico italiano (n. 1677)
- 24 maggio - Charles Wager, ammiraglio e politico inglese (n. 1666)
- 25 maggio - Jacques-Antoine Arlaud, pittore e miniatore svizzero (n. 1668)

## Giugno(11)
- 1º giugno - Robert Le Lorrain, scultore francese (n. 1666)
- 3 giugno - Ogata Kenzan, pittore e ceramista giapponese (n. 1663)
- 4 giugno - Xavier Ehrenbert Fridelli, gesuita, missionario e cartografo austriaco (n. 1673)
- 6 giugno - Antonio Mongitore, scrittore, presbitero e storico italiano (n. 1663)
- 12 giugno - Johann Bernhard Bach il Giovane, compositore tedesco (n. 1700)
- 16 giugno - Luisa Francesca di Borbone, nobile francese (n. 1673)
- 16 giugno - Caterina Vizzani, italiana (n. 1719)
- 20 giugno - Maria Francesca di Monaco, principessa monegasca (n. 1728)
- 20 giugno - Sayf bin Sultan II, sovrano omanita
- 25 giugno - Francesco Arisi, avvocato, poeta e storico italiano (n. 1657)
- 28 giugno - Francesca Manzoni, poetessa italiana (n. 1710)

## Luglio(4)
- 2 luglio - Spencer Compton, I conte di Wilmington, politico inglese (n. 1674)
- 5 luglio - Hatice Sultan, principessa ottomana
- 7 luglio - Jocelyn Sidney, VII conte di Leicester, nobile inglese (n. 1682)
- 11 luglio - Giovanni del Fantasia, architetto italiano (n. 1670)

## Agosto(8)
- 1º agosto - Richard Savage, poeta inglese
- 4 agosto - Charles Emil Lewenhaupt, generale svedese (n. 1691)
- 5 agosto - John Hervey, II barone Hervey, nobile, politico e scrittore inglese (n. 1696)
- 10 agosto - Lodovico Pico della Mirandola, cardinale italiano (n. 1668)
- 18 agosto - Jean-Baptiste Du Halde, storico, sinologo e gesuita francese (n. 1674)
- 19 agosto - Damian Hugo von Schönborn-Buchheim, cardinale e vescovo cattolico tedesco (n. 1676)
- 19 agosto - Luisa Francesca di Borbone, nobile francese (n. 1707)
- 27 agosto - Giacomo Moncada, nobile, politico e militare italiano (n. 1678)

## Settembre(5)
- 9 settembre - Luigi di Lorena, principe di Lambesc, nobile e militare francese (n. 1692)
- 14 settembre - Nicolas Lancret, pittore francese (n. 1690)
- 19 settembre - Tommaso Rossi, filosofo italiano (n. 1673)
- 20 settembre - Giovanni Mercurino Antonio Arborio di Gattinara, vescovo cattolico italiano (n. 1685)
- 23 settembre - Erik Benzelius il Giovane, arcivescovo luterano, teologo e bibliotecario svedese (n. 1675)

## Ottobre(9)
- 1º ottobre - Vittorio Amedeo Ferrero-Fieschi, nobile, militare e diplomatico italiano (n. 1687)
- 4 ottobre - John Campbell, II duca di Argyll, nobile e militare scozzese (n. 1678)
- 5 ottobre - Henry Carey, drammaturgo e poeta inglese (n. 1687)
- 14 ottobre - Francesco Giuseppe Arborio di Gattinara, arcivescovo cattolico italiano (n. 1658)
- 15 ottobre - Bonaventura Barberini, religioso, teologo e arcivescovo cattolico italiano (n. 1674)
- 18 ottobre - Giovanni Antonio Sevalle, ingegnere e architetto italiano (n. 1676)
- 25 ottobre - Carpoforo Mazzetti Tencalla, pittore e scultore svizzero (n. 1685)
- 27 ottobre - Giovanni Gonzaga, nobile italiano (n. 1671)
- 29 ottobre - Toribio José Miguel de Cossío y Campa, politico spagnolo (n. 1665)

## Dicembre(8)
- 5 dicembre - Georges-Louis de Berghes, vescovo cattolico belga (n. 1662)
- 9 dicembre - Louis de Pardaillan de Gondrin, nobile francese (n. 1707)
- 9 dicembre - Francesco di Monaco, principe monegasco (n. 1726)
- 13 dicembre - Giuseppe Torretti, scultore e intagliatore italiano (n. 1664)
- 17 dicembre - Annibale Mazzuoli, pittore e restauratore italiano (n. 1658)
- 23 dicembre - John Jennings, ammiraglio e politico inglese (n. 1664)
- 27 dicembre - Daniele Antonio Bertoli, disegnatore e costumista italiano (n. 1677)
- 27 dicembre - Hyacinthe Rigaud, pittore francese (n. 1659)

## Senza giorno specificato(29)
- Pehr Adlerfelt, militare svedese (n. 1680)
- Thomas Archer, architetto inglese (n. 1668)
- John Astbury, ceramista inglese (n. 1688)
- Chaim ibn Attar, rabbino e religioso marocchino (n. 1696)
- Francisco Balbasor, militare e matematico italiano (n. 1673)
- Philip Christoph Becker, incisore tedesco (n. 1674)
- Placido Campolo, pittore italiano (n. 1693)
- George Cheyne, medico e saggista scozzese (n. 1671)
- Giovanni Cinqui, pittore italiano (n. 1667)
- Vittorio Demignot, artista e artigiano italiano (n. 1660)
- Alexandre-François Desportes, pittore francese (n. 1661)
- Girolamo Donnini, pittore italiano (n. 1681)
- Giuseppe Ferrara, architetto italiano (n. 1660)
- Antonio Filocamo, pittore italiano (n. 1669)
- Fra Galgario, pittore italiano (n. 1655)
- Ferdinando Galli da Bibbiena, architetto e scenografo italiano (n. 1657)
- Hacı İvaz Mehmed Pascià, politico ottomano (n. 1675)
- Johann Georg Keyßler, archeologo e scrittore tedesco (n. 1693)
- Jean-Baptiste Naudin, cartografo e ingegnere francese
- Litterio Paladino, incisore e pittore italiano (n. 1691)
- Gerolamo Pittaluga, scultore italiano
- Franz Ferdinand Richter, pittore polacco (n. 1693)
- Domenico Maria Spinola, doge (n. 1666)
- Nicolò Spinola, doge (n. 1677)
- Sultan bin Murshid, sovrano omanita
- Cristoforo Terzi, pittore italiano (n. 1692)
- Giovanni Tuccari, pittore italiano (n. 1667)
- Giuseppe Zola, pittore italiano (n. 1672)
- Aubry de La Mottraye, scrittore e viaggiatore francese